# Алней
Алней  (Алнай) — стратовулкан на півострові Камчатка. Знаходиться на вододілі Серединного хребта, у верхів'ях річок Тігіль, Біла, Калгауч та Кірєвна.
Абсолютна висота — 2598 м щитоподібна споруда вулкана значно зруйнована та ускладнена давньою кальдерою. Давніші утворення вулкана представлені нижньоплейстоценовими базальтами, молоді — складені андезитами, ріодацитами, ріолітами. Діаметр щита 20 км. У споруді вулкана виділяються два яскраво виражені шлакові конуси, з яких вивергалася лава. На східному схилі вулкана розташовані термальні водні джерела, унікальних за своїм складом — Кіреунська гідротермальна система. Вулкан є частиною вулканічного масиву Алней-Чашаконджа, розташованого на захід від вулкана Шивелуч.
Через вершину Алнея проходить межа Усть-Камчатського та Тигільського районів Камчатського краю.